# Salomonsborn
Salomonsborn ist ein Ortsteil der thüringischen Landeshauptstadt Erfurt und wird umgangssprachlich Salomé genannt.

## Geografie
Der Ort liegt im Nordwesten von Erfurt. Im Süden der Ortslage befindet sich eine ausgedehnte Kleingartenanlage, durch die die Marbacher Chaussee zum Erfurter Stadtteil Marbach führt. Im Südwesten liegt Alach, im Norden verläuft die Bundesautobahn 71. Etwa 1,5 km südlich ist das Gelände des Erfurter Flughafens. Der nördliche und östliche Dorfrand wird geprägt durch ein Neubauwohngebiet, das in den frühen 1990er Jahren entstanden ist.

## Geschichte

Karte von Salomonsborn (1843)

Salomonsborn wurde 1143 erstmals urkundlich erwähnt. Der Ort gehörte ab dem 15. Jahrhundert zum Gebiet der Stadt Erfurt. Seit der Verwaltungsreform von 1706 gehörte er zum Amt Alach. 1802 kam er mit dem Erfurter Gebiet zu Preußen und zwischen 1807 und 1813 zum französischen Fürstentum Erfurt. Mit dem Wiener Kongress kam der Ort 1815 wieder zu Preußen und wurde 1816 dem Landkreis Erfurt in der preußischen Provinz Sachsen angegliedert.
Am 10. April 1945 wurde der Ort von US-amerikanischen Truppen besetzt, nachdem sie ihn morgens unter heftigen Artillerie-Beschuss genommen hatten. Am 1. Juli 1950 wurde Salomonsborn in die Gemeinde Alach eingegliedert. Im Jahre 1993 beging Salomonsborn sein 850-jähriges Jubiläum. Seit dem 1. April 1994 ist Salomonsborn ein Ortsteil von Erfurt. Seit Anfang der 1990er Jahre hat sich die Bevölkerungszahl des Ortes mehr als verdreifacht, da mehrere neue Wohngebiete rings um den alten Ortskern entstanden. Größtenteils handelt es sich dabei um Einfamilien- und Reihenhäuser.

### Einwohnerentwicklung
| Jahr      | 1843 | 1910 | 1939 | 1995 | 2000 | 2005 | 2010 | 2015 | 2020 |
| --------- | ---- | ---- | ---- | ---- | ---- | ---- | ---- | ---- | ---- |
| Einwohner | 0193 | 0205 | 0207 | 0404 | 1031 | 1088 | 1117 | 1128 | 1090 |

## Wirtschaft und Infrastruktur
Neben einem Bauernhof mit Pension und einer Gastwirtschaft gibt es in Salomonsborn mehrere Kleingewerbetreibende, größere Firmen sind nicht im Ort ansässig.
Salomonsborn liegt an einer Straße, die in östlicher Richtung ins drei Kilometer entfernte Marbach bzw. in den ca. fünf Kilometer entfernten Norden von Erfurt führt. In westlicher Richtung führt die Straße ins einen Kilometer entfernte Alach. Die Verkehrsleitung in die Dorfmitte bzw. zum Sportplatz erfolgen über einen zentral beim Bushaltepunkt gelegenen Kreisverkehr. In wenigen Kilometern Entfernung befinden sich zudem eine Auffahrt zur Bundesautobahn A 71 sowie der Flughafen Erfurt-Weimar. Außerdem wird Salomonsborn von der Stadtbuslinie 90 der Erfurter Verkehrsbetriebe bedient.

## Politik
Salomonsborn war ab 1950 ein Ortsteil seines Nachbarortes Alach. Nach der Kommunalwahl 2004 trennte sich der Ort von Alach und ist seither selbständig. Ortsbürgermeisterin ist Doreen Landherr (Partei: parteilos).

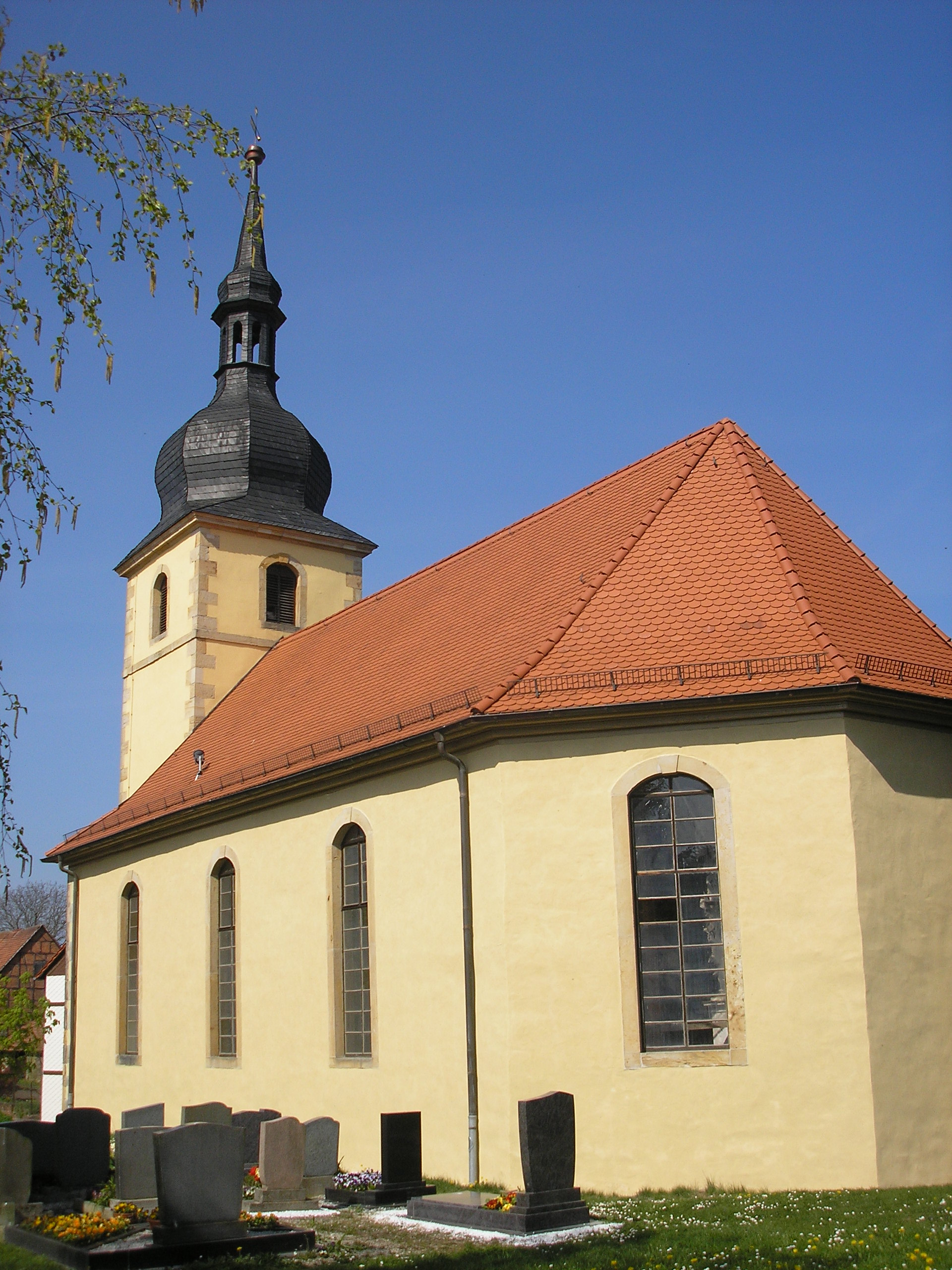
Dorfkirche St. Dionysius

## Sehenswertes
Die evangelische St.-Dionysius-Kirche wurde 1738–1747 erbaut. Sie steht unter Denkmalschutz. Im Jahr 2009 wurde das Dach der stark geschädigten Kirche neu eingedeckt und der Turm restauriert. Im September 2010 wurde bei Restaurierungsarbeiten an der Holztonnendecke eine Malerei aus der Entstehungszeit der Kirche freigelegt. Das Kircheninnere wird aufgrund dieses Fundes weiter restauriert, was auch den Altar und die Orgel betrifft. Die Decke und die obere der beiden Emporen strahlen bereits in altem Glanz. Der Kirchturm trägt auf quadratischem Grundriss eine oktogonale schiefergedeckte Kuppel mit einer schieferverkleideten Laterne, die von einer Turmkugel mit Wetterfahne gekrönt wird. Um die Wiederherstellung der alten Schönheit der Kirche kümmert sich der Kirchenförderverein des Ortes.